# Peri-Khan Sofijewa
Peri-Khan Sofijewa, azer. Pərixan Sofijewa, gruz. ფერიხან სოფიევა (ur. 1884 w Karadżali w Gruzji, zm. 1953 tamże) – Gruzinka, pierwsza muzułmanka, która została wybrana posłanką w demokratycznych wyborach.

## Życiorys
Pochodziła z bogatej rodziny, której przedstawiciele angażowali się w ruch niepodległościowy w Gruzji. Była jedyną córką w rodzinie, miała ośmiu braci. Imię otrzymała prawdopodobnie na cześć wielkiej księżniczki Safawidów, poetki i polityczki Peri-Khan Khanum.
Po rewolucji lutowej na Kaukazie przeprowadzono reformę lokalnych samorządów, a 26 maja 1918 Gruzja ogłosiła niepodległość. Pod koniec roku odbyły się wybory. Sofijewa została wybrana na posłankę z Karadżali. Startowała jako niezależna kandydatka. Jej zwycięstwo uznawane jest za świadectwo poważania, jakim się cieszyła. Jej wybór został odnotowany przez najważniejsze gazety w Gruzji. Jako posłanka mieszkała w Tbilisi.
Mimo aktywności politycznej niewiele wiadomo o jej życiu. W patriarchalnym społeczeństwie wyróżniała się tym, że paliła fajkę, nosiła nowoczesne ubrania (niezgodne z wyobrażeniem tradycyjnej muzułmanki), utrzymywała rodzinę, wzbudzała respekt u mężczyzn, a na pogrzebach i weselach czytała Koran jak mułła. Udzielała innym rad, rozdawała jałmużnę. Była aktywna społecznie, m.in. działała na rzecz uruchomienia nowej linii kolejowej w pobliżu rodzinnej wsi. Za pożyczone w banku pieniądze otworzyła w rodzinnej wsi sierociniec i szkołę. Znała trzy języki: azerbejdżański, gruziński i rosyjski. 
Według relacji rodzinnych była przeciwna bolszewikom i rządowi sowieckiemu. Obawa przed podzieleniem losu braci (podczas Wielkiej Czystki wszyscy zostali straceni jako zdrajcy) sprawiła, że nosiła ze sobą pistolet Mauser C96. Po śmierci bliskich zajęła się wychowaniem bratanków i bratanic.
Zmarła na zawał serca na wieść, według relacji rodziny, o deportacji jednego z bratanków.

## Upamiętnienie
Jej historia została zapomniana w okresie GSRR.
Jest upamiętniona w rodzinnej wsi. Miejscowi dbają o jej grób, a społeczność nadal ją wspomina. Na odnowionym w 2018 nagrobku znajduje się jedyne zachowane jej zdjęcie.